# Banque industrielle et commerciale de Chine
Pour les articles homonymes, voir BICC.
Ne doit pas être confondu avec Banque industrielle de Chine.
Banque industrielle et commerciale de Chine  limitée  (BICC) (Pinyin: zhong guo gong shang yin hang  中國工商銀行股份有限公司)  (HKSE : 1398, SSE : 601398) est la plus grande banque de Chine et du monde en termes d'actifs, à la fois jeune et de très grande importance internationale.
La BICC a ouvert sa première agence bancaire de détail en France au cours de l'année 2020.

## Histoire
Elle fut créée en tant que société à responsabilité limitée le 1er janvier 1984. Après une offre publique de vente, les titres sont cotés simultanément aux bourses de Hong Kong et Shanghai le 27 octobre 2006. À la suite de l'offre, 22,14 % des titres sont en libre circulation. Le reste est détenu par l'État chinois.
En 2017, elle est la première entreprise du monde en termes d'actifs, ceux-ci s'élevant en 2017 à 3473,2 milliards de dollars. En république populaire de Chine, elle est la plus grande des quatre principales, devant la China Construction Bank, la Agricultural Bank of China et la Bank of China. L'ICBC a réalisé un chiffre d'affaires de 151,4 milliards de dollars pour 42 milliards de dollars de bénéfices au 1er mai 2017. Elle possède en 2016, près de 100 000 distributeurs automatiques, pour 16 400 agences, en plus de 29 000 points contacts, pour 530 millions de clients et 830 millions de cartes bancaires. Elle est, d'après le Forbes Global 2000 de 2017, la première entreprise mondiale (classement sur la base d'un critère tenant compte du chiffre d'affaires, des bénéfices, du montant des actifs possédés et de la capitalisation boursière). Elle redescend de la première place après 2021 mais reste néanmoins dans les cinq premières places,. 